# Erythranthe bodinieri
Erythranthe bodinieri är en gyckelblomsväxtart som först beskrevs av Eugène Vaniot, och fick sitt nu gällande namn av Guy L. Nesom. Erythranthe bodinieri ingår i släktet Erythranthe och familjen gyckelblomsväxter. Inga underarter finns listade i Catalogue of Life.